# Pelodytes ibericus
Pelodytes ibericus és una espècie d'amfibi anur de la família Pelodytidae endèmica del sud de Portugal i d'Espanya.

## Morfologia
Aquestes granotes adultes aconsegueixen una longitud d'uns 4 centímetres (1,6 polzades) i un aspecte molt similar a Pelodytes punctatus, la seva espècie germana, però són una mica més petites amb extremitats curtes. La pell és llisa o granulada amb una munió de tubercles de color fosc. La superfície dorsal varia d'oliva, de color marró verdós, marró fosc o gris-verdós i està esquitxada de taques verdes. La superfície inferior és de color blanc o crema i la gola dels mascles reproductors és de color fosc.

## Ecologia
Aquesta espècie és endèmica de la península Ibèrica. És força comuna en hàbitats adients a Espanya, però sembla rara a Portugal. Habita en àrees obertes, sota arbustos, en zones amb arbres dispersos, als aiguamolls, camps i jardins. Pot seguir vivint en zones d'agricultura intensiva.
La cria ocorre a la primavera, sovint després de fortes pluges. Els ous són dipositats en estanys, séquies, rierols de moviment lent i zones inundades. Les masses d'ous contenen fins a 350 ous i diverses niuades es podran establir en el transcurs d'uns pocs dies. Els ous desclouen al cap d'uns quinze dies i els capgrossos poden trigar uns tres mesos per a desenvolupar-se abans de sofrir la metamorfosi en granotes joves.
Aquesta granota ocupa un ampli rang i a grans trets la població sembla raonablement estable. La Unió Internacional per a la Conservació de la Natura (UICN) la classifica com de "risc mínim", ja que considera que la taxa de disminució, si n'hi ha, no és suficient per justificar la inclusió en una categoria més amenaçada. Aquesta granota és comuna en gran part de la seva àrea de distribució i les amenaces que enfronta s'han identificat com la destrucció de l'hàbitat, la pèrdua de les seves basses de cria, i la depredació dels cranc de riu americà.